# Поместный собор Русской православной церкви (2009)

Открытие поместного собора

Поме́стный собо́р Ру́сской правосла́вной це́ркви 2009 года — шестой во втором патриаршем периоде (с 1918 года) истории Русской православной церкви (РПЦ) поместный собор, прошедший с 27 по 28 января 2009 года в московском храме Христа Спасителя. Первый поместный собор РПЦ после Поместного собора 1990 года.
Избрал 16-м Патриархом Московским и всея Руси митрополита Смоленского и Калининградского Кирилла (Гундяева).

## Подготовка собора
По кончине патриарха Московского и всея Руси Алексия II, последовавшей 5 декабря 2008 года, согласно уставу РПЦ, Священный синод на заседании 10 декабря 2008 года постановил провести 27—29 января 2009 года Поместный собор РПЦ, имеющий, в частности, избрать следующего патриарха Московского. На 25—26 января 2009 года было намечено проведение Архиерейского собора, на котором должны быть определены кандидаты на патриарший престол. На заседании Синода 10 декабря было принято положение о составе Поместного собора (ч. 2 п. 4 гл. II устава Русской православной церкви); образована комиссия по подготовке Поместного собора РПЦ в составе 29 человек во главе с патриаршим местоблюстителем митрополитом Смоленским и Калининградским Кириллом (Гундяевым). Интронизация новоизбранного патриарха была назначена на 1 февраля 2009 года.
24 декабря 2008 года Священный синод РПЦ рассмотрел результаты работы первого пленарного заседания комиссии по подготовке Поместного собора Русской православной церкви; Синод одобрил проекты документов, подготовленных комиссией: повестки дня, программы, регламента Архиерейского и Поместного соборов Русской православной церкви; процедуры избрания кандидатов на патриарший престол от Архиерейского собора; процедуры избрания святейшего патриарха Московского и всея Руси Поместным собором; проекты ряда рабочих документов соборов. Вышеназванные документы подлежали окончательному утверждению на Архиерейском и Поместном соборах. Было предложено, чтобы Архиерейский собор определил тайным голосованием трёх кандидатов на патриарший престол (из числа архиереев старше 40 лет, имеющих высшее богословское образование и опыт управления епархией); кроме того, кандидаты на патриарший престол могут быть выдвинуты и на Поместном соборе, причём кандидатуры определяются посредством тайного голосования; выборы патриарха на Поместном соборе было предложено проводить тоже тайным голосованием.
17 января 2009 года в Киево-Печерской лавре состоялось предсоборное совещании делегатов Украинской православной церкви (УПЦ) на Поместный собор РПЦ. После Божественной литургии митрополит Киевский и всея Украины Владимир обратился к пастве с посланием, посвящённым выборам нового патриарха Московского и всея Руси. После небольшой трапезы состоялось архиерейское совещание в зале архиерейских собраний УПЦ Киево-Печерской лавры, на котором управляющий делами УПЦ архиепископ Белоцерковский и Богуславский Митрофан (Юрчук) ознакомил всех делегатов Поместного собора от УПЦ с программой и регламентом работы Архиерейского собора РПЦ 25—26 января 2009 года и Поместного собора РПЦ 27—29 января 2009 года, а также с предстоящей интронизацией новоизбранного патриарха. К делегатам Собора обратился и предстоятель УПЦ Владимир, митрополит Киевский и всея Украины, с увещеванием сохранения единства, мира и братской любви во время работы Архиерейского и Поместного соборов РПЦ.

### Участники
15 января 2009 года завершилось выдвижение делегатов на поместный собор от епархий и иных структур. По данным председателя отдела внешних церковных связей Украинской православной церкви архимандрита Кирилла (Говоруна) (интервью опубликовано 21 января 2009 года), «из свыше 700 делегатов поместного собора около 200 будет из Украины».
Среди членов собора было 72 женщины (как монахини, так и мирянки); большинство участников собора были граждане иных, нежели Россия, государств. Общее число делегатов — 711, из них граждане России — 44,8 %, Украины — 28,6 %, Беларуси — 7,1 %; епископов — 30,4 %, клириков — 40 %, мирян — 23,4 %; мужчин — 89,7 %, женщин — 10,3 %.

### Меры безопасности и секретности
Собор проходил в обстановке повышенных мер безопасности и секретности: в частности, на время его (а также архиерейского собора 25 января 2009 года) заседаний неназываемыми «спецслужбами» была заблокирована работа мобильных телефонов и любых возможных средств связи и звукозаписи в помещении храма; здание храма было окружено сотрудниками МВД и дружинниками.

### Повестка собора
Созыв Собора был вызван необходимостью избрания нового предстоятеля РПЦ, согласно Уставу РПЦ (2000). Работа Собора была рассчитана на три дня — с 27 по 29 января должно было состояться девять пленарных заседаний. 28 января Собор был закрыт. По заявлению начальника пресс-службы Московской патриархии священника Владимира Вигилянского, это произошло по причине того, что главная цель Собора, избрание нового патриарха, была исполнена 27 января. «Повестка дня исчерпана», — сказал Вигилянский.

### Освещение в СМИ
За неделю до проведения Собора Станислав Минин писал в «Независимой газете»: «Ажиотаж вокруг грядущих выборов царит небывалый <…> Иерархи РПЦ начиная с декабря призывали общественность не рассматривать избрание Патриарха сквозь призму общих представлений о политических выборах. Безусловно, это была попытка заклинания реальности. Реальность же такова, что настоящих конкурентных политических выборов в сегодняшней России нет и церковные выборы стали для нас своего рода отдушиной».
В российских СМИ основными кандидатами первоначально называли митрополита Смоленского и Калининградского Кирилла (Гундяева), митрополита Калужского и Боровского Климента (Капалина), митрополита Крутицкого и Коломенского Ювеналия (Пояркова) и митрополита Минского и Слуцкого Филарета (Вахромеева).
Персональный состав Собора вызвал активное обсуждение в российских СМИ: весомую долю мирян — членов Собора составили представители государственной власти и бизнеса.
Активное участие в обсуждении предстоящего Собора и кандидатов в патриархи принял миссионер, диакон Андрей Кураев, который в заявлениях и статьях выступал как однозначный сторонник митрополита Кирилла. Так, накануне Собора он написал в «Литературной газете»: «…то, что так нравится в митрополите Кирилле светским людям, может вызвать настороженное отношение к нему у людей слишком церковных. У него необщее выражение лица. Он не равен своему титулу и сану. Не растворился в нём. Это крайне редкое в России сочетание: интеллектуал, облечённый властью. <…> В XXI веке патриарх должен быть миссионером. Патриарх должен быть не просто далёким телевизионным образом или именем, возносимым за Богослужением. Его слова и аргументы должны быть запоминающимися. Такими, чтобы студенты могли бы потом пересказывать друг другу содержание случайно услышанной патриаршей речи». Ранее он заявлял в «нестеснительности в средствах партии митрополита Климента».
15 января 2009 года управляющий делами Московской патриархии митрополит Калужский и Боровский Климент (Капалин) призвал светские средства массовой информации к сдержанности в освещении предсоборного процесса: «К сожалению, внешние источники проецируют светскую предвыборную кампанию на церковную. У нас нет фракций, партий, делений на группировки».
22 января 2009 года газета «Коммерсантъ» утверждала: «<…> в преддверии выборов сторонники митрополитов Климента, которого считают лидером „консерваторов“, и Кирилла, считающегося лидером „модернистского“ крыла, перешли к активному выбросу компромата».
Газета «Ведомости» утверждала, что опрошенные ею делегаты Собора, состоящие в партии «Единая Россия», не скрывают, что будут голосовать за митрополита Кирилла, считая, что «именно его поддерживает руководство партии и страны».
Правительственная «Российская газета» публиковала интервью патриаршего местоблюстителя митрополита Кирилла, в котором он, в частности, отверг обвинения в адрес руководства патриархии, что оно предаёт православие, участвуя в экуменических организациях, в частности, во Всемирном совете церквей; в ответ на вопрос, «почему выбирать Патриарха, помимо уважаемых священников и богословов, будут актриса, директор цирка, предприниматели», митрополит Кирилл сказал: «То, что в Соборе будут участвовать активные миряне, представляющие различные слои общества, не противоречит церковной традиции. Делегатов на Поместный Собор выбрали в епархиях. Полагаю, что следует уважать этот выбор. Кстати, почему упомянутые профессии должны изначально считаться постыдными? <…>» В тот же день портал interfax-religion.ru, тесно сотрудничающий с ОВЦС (синодальное учреждение, возглавляемое митрополитом Кириллом), разместил на своём сайте интервью представителя РПЦ при международных организациях в Европе, члена предсоборной комиссии епископа Венского Илариона (Алфеева), в котором тот активно защищал митрополита Кирилла от обвинений в коммерческой деятельности и догматических погрешениях.
В Интернете появился ряд сайтов, где предлагалось выбрать патриарха голосованием пользователей. Кроме того, три соборных делегата имели аккаунты в Живом Журнале.

## Архиерейский Собор
Открытие Архиерейского Собора РПЦ 25 января 2009 года предварялось литургией в верхнем (главном) Храме Христа Спасителя, которое возглавил Патриарший Местоблюститель митрополит Кирилл; за литургией молились члены Священного Синода РПЦ, другие архипастыри, прибывшие на Собор, московское духовенство.
После трапезы, в Зале церковных соборов (цокольный этаж ХХС) состоялось открытие Архиерейского Собора, в котором приняли участие 198 из 202 архиереев Русской православной церкви.
В качестве кандидатов на Патриарший престол Архиерейский Собор выдвинул следующих архиереев:
- митрополит Смоленский и Калининградский Кирилл (Гундяев) (97 голосов);
- митрополит Калужский и Боровский Климент (Капалин) (32 голоса);
- митрополит Минский и Слуцкий Филарет (Вахромеев) (16 голосов).

Кроме того, митрополит Крутицкий и Коломенский Ювеналий получил 13 голосов, митрополиты Киевский Владимир (Сабодан) и Черновицкий Онуфрий (Березовский) набрали по 10 голосов; митрополит Воронежский Сергий (Фомин) — 7 голосов, Кишинёвский Владимир (Кантарян) — 4 голоса, Одесский Агафангел (Саввин) — 3 голоса; по одному голосу получили пять епископов РПЦ, которые, видимо, проголосовали сами за себя.
Были также приняты Определения «О подготовке Поместного Собора Русской Православной Церкви» и «О кандидатах на Патриарший Престол»; одобрена Грамота о созыве Поместного Собора Русской Православной Церкви; утверждено Положение о составе Поместного Собора; был рассмотрен и предварительно одобрен для последующего утверждения Поместным Собором ряд документов, касающихся организации работы Собора.
В связи с тем, что повестка Архиерейского Собора была исчерпана в ходе заседания 25 января, Председательствующий на Соборе Местоблюститель Патриаршего Престола объявил об окончании его работы. В завершение заседания Пресвященные архиереи — участники Собора пропели молитву «Достойно есть».
Подступы к храму Христа Спасителя были перекрыты сотрудниками правоохранительных органов. У памятника Фридриху Энгельсу собралось около 200 человек, которые называли себя членами общественного движения в поддержку поместного собора. В движение вошли: православный корпус движения «Наши», Союз православных хоругвеносцев, Союз православных братств, Союз православных граждан.

## Ход Поместного Собора

### 27 января

Бюллетень для голосования по избранию Патриарха Московского и всея Руси Поместным Собором Русской Православной Церкви

После литургии, совершённой постоянными членами Синода в нижнем Преображенском храме, в верхнем храме Христа Спасителя состоялось открытие Поместного собора. Перед началом заседания Местоблюститель Патриаршего престола митрополит Кирилл совершил молебен перед списком Феодоровской иконы Божией Матери.
На первом пленарном заседании был избран президиум Поместного собора из 13 человек. По предложению Архиерейского собора были сформированы:
- секретариат Собора — секретарь управляющий делами Московской Патриархии митрополит Калужский и Боровский Климент (Капалин);
- мандатная комиссия — председатель архиепископ Хустский и Виноградовский Марк (Петровцы);
- редакционная комиссия — председатель архиепископ Костромской и Галичский Александр (Могилёв);
- счётная комиссия — председатель митрополит Екатеринодарский и Кубанский Исидор (Кириченко).

Митрополит Кирилл зачитал доклад о состоянии Русской православной церкви за годы патриаршества Алексия II.
На втором пленарном заседании выступил митрополит Киевский и всея Украины Владимир, рассказавший о современном состоянии Украинской церкви. Также он сообщил, что отдаст на выборах свой голос за кандидатуру митрополита Кирилла. В ходе заседания Собора дополнительные кандидаты в патриархи выдвинуты не были: предложение Собору отказаться от этого права поступило от митрополита Донецкого и Мариупольского Илариона (Шукало). Митрополит Минский и Слуцкий Филарет взял самоотвод и попросил тех, кто проголосовал за него, голосовать за митрополита Кирилла. В своём заявлении митрополит подчеркнул: «Мы должны консолидироваться перед избранием Патриарха». На данном заседании участники Собора утвердили программу, регламент и повестку дня, а также процедуру избрания патриарха. Председатель мандатной комиссии архиепископ Марк доложил о наличии кворума.
Согласно информации «Независимой газеты» от 28 января 2009 года, Собор не стал дополнять список претендентов и решил выбирать из двух оставшихся кандидатов; предложение архиепископа Полоцкого Феодосия (Бильченко) избрать Патриарха жребием было отклонено.
17:30 (московское время). Согласно программе Поместного собора в началось третье пленарное заседание, участники Собора приступили к избранию Патриарха Московского и всея Руси.
Около 19 часов было объявлено о завершении голосования, счётная комиссия приступила к подсчёту голосов. Пресс-служба Поместного собора сообщила, что оглашение итогов состоится после 20:00 в храме Христа Спасителя.
22:00. Оглашены официальные результаты голосования. Митрополит Кирилл, набрав 508 голосов из 677, был избран шестнадцатым Патриархом Московским и всея Руси. Митрополит Калужский и Боровский Климент (Капалин) набрал 169 голосов. Из 702 делегатов двое не положили бюллетени в урну. Таким образом, в голосовании участвовало 700 бюллетеней, 23 из которых были недействительны.
На традиционный вопрос киевского митрополита Владимира (Сабодана) о принятии избрания Кирилл ответил: «Избрание меня Патриархом <…> приемлю, благодарю и нимало вопреки глаголю», после чего состоялась церемония наречения нового Патриарха. После этого Кирилл обратился к участникам собора с благодарственным словом:

Со смирением и полным пониманием ответственности воспринимаю я жребий Божий, через который вручается мне Патриаршее служение. Оно велико. Оно ответственно. Но в центре этого служения — Крест Господень, Крест таких размеров, каковые познать и прочувствовать может только тот, кто его несёт.
Принимая от вас изъявление воли Божией, прошу прощения за мои слабости, прошу помогать мне своим советом, прошу быть рядом со мной в несении Патриаршего служения. Но более всего прошу ваших молитв…

### 28 января
Перед началом заседаний в нижней (Преображенской) церкви храма Христа Спасителя была совершена Божественная литургия иерейским чином.
В этот день на трёх пленарных заседаниях были приняты следующие документы:
- Определение «О жизни и трудах Русской Православной Церкви»[52]

Дана положительная оценка развитию Русской церкви за последние 18 лет, одобрены деяния Архиерейских Соборов Русской Православной Церкви, состоявшихся в период между Поместными соборами. Собор призвал клириков и мирян активнее развивать диалог с «с окружающим обществом, включая гражданские объединения, мир науки и культуры».
- Определение «Об Уставе Русской Православной Церкви»[53]

Утверждён Устав Русской православный церкви, исправленный и дополненный Юбилейным Архиерейским Собором 16 августа 2000 года, с дополнениями и поправками, принятыми Архиерейским Собором 27 июня 2008 года. Также было определено, что:

1. Право внесения поправок к настоящему Уставу имеет Архиерейский Собор с последующим утверждением Поместным Собором.
2. Постановления Архиерейского Собора входят в силу сразу после их принятия. Окончательное утверждение этих постановлений, равно как их отмена или изменение, осуществляется исключительно Поместным Собором.

- Послание ко всей полноте Русской Православной Церкви[54].

28 января Поместный собор досрочно завершил работу, хотя ранее планировалось, что его работа продлится по 29 января. По завершении работы к участникам Собора обратился митрополит Кирилл, нареченный Патриархом Московским и всея Руси:

…нашим Собором руководил Дух Святой. Мы единомысленно исповедали православную веру в Господа Иисуса Христа, сказавшего: «Где двое или трое собраны во имя Моё, там Я посреди них» (Мф. 18:20). Мы по воле Божией избрали нового Предстоятеля Русской Православной Церкви… Мы приняли очень важные определения, которые помогут Церкви проложить достойный путь в будущее. Сам дух этого Собора и явная боговдохновенность его решений позволяют нам сказать о том, что мы совершили, словами отцов Апостольского Собора: «Изволися… Святому Духу и нам» (Деян. 15:28)! И обратить друг ко другу так хорошо знакомое нам братское приветствие: «Христос посреде нас! И есть, и будет!».

## Оценки итогов и перспектив
Опрошенные журналистами участники собора Михаил Пальцев, Николай Поляков, Владимир Синицын, Лариса Копаенко, Сергей Мянник свидетельствовали, что «консолидация епископата, клириков и мирян особым образом ощущалась на Поместном Соборе — об этом свидетельствовали почти все выступавшие». Игумен Максимилиан (Клюев) отметил: «Поразило то, что всё прошло в мирной братской атмосфере». Архиепископ Прокл (Хазов) отмечал: «Собор проходил очень слаженно, мирно. Местоблюститель, тогда ещё, Владыка Кирилл, вёл Собор очень мудро. Не было никаких недовольств или тому подобного. Отцы Собора вели себя достойным образом. Поэтому Собор прошёл очень и очень благополучно». Представители Екатеринбургской епархии на соборе протоиерей Владимир Зязев и игумен Феодосий (Гажу) также отметили, что «всё прошло мирно, конструктивно, согласно распорядку и дисциплине».
Социолог религии Николай Митрохин 29 января 2009 года писал: «На удивление грязная избирательная кампания закончилась. Патриарха избрали. Им стал митрополит Кирилл — самая скандальная фигура новейшей церковной истории, для значительной части церкви символизирующая нравственное разложение, беспредельный цинизм и приверженность закулисной политике <…> Полицейские меры при проведении собора, „дружинники“, разгоняющие немногочисленных протестующих, и использование „нашистов“ в качестве массовки <…> — всё это наглядно показывает, что кулак как был, так и будет немаловажным орудием во внутрицерковных дискуссиях. Сразу после избрания Кирилл и его приближённые (в первую очередь епископ Венский Иларион) и вовсе предложили подумать над отменой Поместных соборов — юридически полномочного (хотя и реально профанируемого) представительства от духовенства и мирян. Вместо них предложено создание некоего совещательного органа. Всё это демонстрирует главный принцип будущего правления патриарха Кирилла — отмену даже формальных остатков „соборности“ и замену её просвещённым абсолютизмом, в значительной части церкви однозначно оцениваемым как „папизм“».
В тот же день член президиума Всемирного русского народного собора Александр Дугин утверждал: «В церкви начнётся новый этап, но не идеологический. Если при патриархе Алексии II внешняя политика церкви была умеренной и скорее оборонительной, то теперь она будет наступательной. Владыка Кирилл поведёт церковь в общество, чтобы там отстаивать православные ценности: РПЦ выступит против постмодернизма, либеральной культуры и либеральной индивидуальности».
Вскоре по окончании Собора епископ Иларион (Алфеев) (сотрудник ОВЦС в 1990-х годах) высказывался: «Избрание митрополита Кирилла патриархом — одно из важнейших событий новейшей истории Русской церкви. Думаю, что это будет очень яркое и плодотворное патриаршество, соответствующее исключительным качествам новоизбранного Первосвятителя. Так называемый путинский рейтинг митрополита на Поместном соборе — 72 % — свидетельствует о высоком уровне доверия к нему. Крестового похода не будет — будет новое „крещение Руси“».

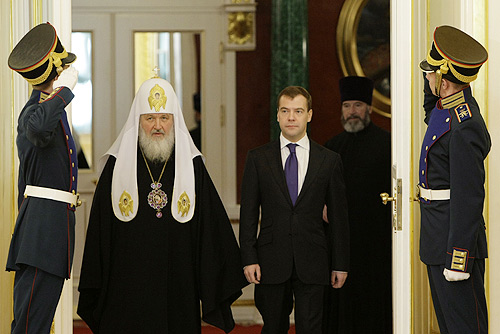
Приём в Большом Кремлёвском дворце для архиереев — участников Поместного собора

2 февраля 2009 года в Большом Кремлёвском дворце президент России Дмитрий Медведев дал приём для архиереев — участников Поместного собора, перед которым, в частности, сказал: «Принципиально важно, что в Поместном соборе приняли участие представители всех стран, где церковь несёт свою высокую духовную миссию. Мы поддерживаем её усилия по укреплению братских связей между Россией и народами ближнего зарубежья. Нас разделяют государственные границы, но у нас общее прошлое и общая историческая судьба».
Политолог Алексей Малашенко: «Патриарх Кирилл, на мой взгляд, будет придерживаться той же линии, что и его предшественник патриарх Алексий II. Церковь ожидает большая вовлечённость в мирские дела, за что Кирилл всегда ратовал. Перед новым Предстоятелем также стоит задача сдерживания ультраконсерватизма в церковной среде, отсекания крайностей. Хотя либералом Кирилла я бы не назвал, но он достаточно открыт для мира. <…> Я думаю, что все свои действия новый Патриарх будет согласовывать с Кремлём. Это совершенно нормально, потому что Церковь хоть и автономна, но находится под полным влиянием светской власти»
Историк и журналист Сергей Бычков, более десяти лет публиковавший негативные статьи о деятельности митрополита Кирилла, заявил о прекращении своей борьбы: «Патриарх есть Патриарх. Если я считаю себя православным христианином, значит, он является и моим Патриархом».
Андрей Кураев так высказался о новом патриархе: «Патриархом Московским и всея Руси стал сильный лидер, ощущающий ответственность за всю Церковь. У него не общее выражение лица. Он не равен своему титулу и сану, не растворился в нём. Это крайне редкое в России сочетание: интеллектуал, облечённый властью. Митрополит Кирилл стал Патриархом благодаря голосам, отданным за него православными Украины. Значит, именно на него они возлагают надежды, на него, человека хорошо известного и авторитетного в православном мире, уповают. Вне всякого сомнения, у канонического Православия появился сильный защитник. Он и в предшествующие годы отстаивал интересы тех, кто стоит на позициях единства. Надеюсь, теперь будет ещё с большими активностью и эффективностью защищать каноническое Православие на Украине. Не могу не отметить, что митрополит Кирилл, будучи Местоблюстителем Престола, ни с кем не торговался, никому ничего не обещал за поддержку, не сулил высоких постов. Это означает, что он сохраняет свободу. Он ничего не обещал православным Украины за поддержку, поэтому его отношение к ним будет отношением настоятеля, а не отношением участника сговора» <…> Считаю, что именно такая личность отвечает требованиям нынешнего века: патриарх должен быть миссионером.»
Отлучённый от Церкви бывший клирик Русской православной церкви Глеб Якунин 11 февраля 2009 года: «Поместный собор, который имел даже согласно Уставу 2000 года полное право не одобрить узурпацию его власти со стороны Архиерейского собора с удивительной лёгкостью, по-видимому, под гипнотическим влиянием яркой и сильной личности избранного Патриарха, совершил уникальный исторический акт „самооскопления“, в результате которого прошедший Поместный Собор можно назвать „Собором по изгнанию из РПЦ МП соборности“».
Политолог Станислав Белковский в марте 2009 года: «Патриарх Московский и всея Руси Кирилл — харизматичный лидер и весьма амбициозная в политическом смысле фигура. Это главное его отличие от всех предшественников, находящихся на патриаршем престоле, которые были типично советскими церковными иерархами. Для них самым главным было не поссориться с государством и сохранить роль Церкви в определённом социальном гетто. Для Кирилла же первостепенна духовная власть над подавляющим большинством населения России, поэтому я считаю, что при нём социальная экспансия Православной церкви будет на несколько порядков выше, чем при прежнем патриархе».
Участник собора епископ Женевский Михаил (Донсков) сказал: «Это был первый Поместный Собор, когда архиереи РПЦ и РПЦЗ вместе избирали нового Предстоятеля Русской православной церкви. Этот акт имеет очень большое значение для Церкви, для всего русского народа и для всего православного мира».
По словам протоиерея Владимира Вигилянского, «… было стыдно за наших как правых, так и левых журналистов, публицистов, даже священнослужителей. Это было похоже на то, что происходит в светской жизни. Я был расстроен ещё и потому, что там участвовали мои приятели, друзья. Многие СМИ, которые это публиковали, тоже выявили своё лицо, а ведь должны быть инстинкты, надо чувствовать, где надо проявить такт, положить предел. Мне было что сказать, но я замкнулся и не произнёс ни одного слова».

## Разное
- Московским метрополитеном в честь собора выпущены специальные транспортные карты, которые поступили в продажу 27 января 2009 года[72].